# Deane
Deane ist ein englischer und irischer Familienname sowie – mit anderer Etymologie – ein englischer männlicher und weiblicher Vorname.

## Herkunft und Bedeutung
Der Familienname Deane ist ursprünglich ein Herkunftsname und abgeleitet von dem altenglischen Wort denu mit der Bedeutung „Tal“. Der Name ist zuerst nachgewiesen in Sussex; in Irland trat er durch Einwanderung aus England zuerst im County Galway und in Mayo auf.
Der Vorname Deane ist abgeleitet von dem altfranzösischen deien mit der Bedeutung „Führer“.

## Namensträger

### Familienname
- Anne Deane Berman (* 1963), US-amerikanische Komponistin
- Anthony Deane (* 1984), australischer Handballspieler und Skeletonpilot
- Brian Deane (* 1968), englischer Fußballspieler und -trainer
- Celia Deane-Drummond (* 1956), britische Biologin und Theologin
- Charles Deane (Historiker) (1813–1889), US-amerikanischer Historiker
- Charles Anthony Deane (1796–1848), britischer Ingenieur und Tauchpionier
- Charles B. Deane (1898–1969), US-amerikanischer Politiker und Abgeordneter
- Emmeline Deane (1858–1944), britische Malerin
- Hamilton Deane-Morgan, 4. Baron Muskerry (1854–1929), irischer Representative Peer im House of Lords
- Henry Deane (1440–1503), Erzbischof von Canterbury (1501–1503)
- Henry Deane (Ingenieur) (1847–1924), englisch-australischer Ingenieur, Botaniker und Paläobotaniker
- Jocelyn Deane (1749–1780), irischer Politiker
- John Deane (Ingenieur) (1800–1884), britischer Ingenieur und Tauchpionier
- John Deane, 2. Baron Muskerry (1777–1824), irischer Peer und Generalmajor der britischen Armee
- John R. Deane junior (1919–2013), US-amerikanischer Offizier, General der US-Army
- Lezlie Deane (* 1964), US-amerikanische Sängerin, Musikerin, Roller-Derby-Athletin und Schauspielerin
- Marjorie Deane (1914–2008), britische Journalistin, MBE
- Matthew Deane, 3. Baronet (um 1680–1747), irischer Politiker
- Matthew Deane, 4. Baronet (1706–1751), irischer Politiker
- Meredith Deane (* 1989), US-amerikanische Schauspielerin
- Raymond Deane (* 1953), irischer Komponist
- Richard Deane (1610–1653), englischer General und Admiral
- Robert Deane, 5. Baronet (1707–1770), irischer Politiker
- Robert Deane, 1. Baron Muskerry (1747–1818), irischer Politiker
- Ruthven Deane (1851–1934), US-amerikanischer Ornithologe
- Seamus Deane (1940–2021), irischer Schriftsteller und Literaturwissenschaftler
- Shirley Deane (1913–1983), US-amerikanische Schauspielerin
- Sidney N. Deane (1878–1943), US-amerikanischer Klassischer Philologe und Archäologe
- Silas Deane (1737–1789), Abgeordneter im amerikanischen Kontinentalkongress und Diplomat
- Tony Deane-Drummond (1917–2012), britischer Generalmajor
- Wally Deane (1936–1986), US-amerikanischer Rockabilly-Musiker
- William Patrick Deane (* 1931), australischer Generalgouverneur
- Willie Deane (* 1980), US-amerikanischer Basketballspieler

### Männlicher Vorname
- Deane C. Davis (1900–1990), US-amerikanischer Politiker
- Deane Kincaide (1911–1992), US-amerikanischer Jazzmusiker und -komponist
- Deane Montgomery (1909–1992), US-amerikanischer Mathematiker
- Deane Stoltz (1929–2006), US-amerikanischer Unternehmer